# Scaevatula amancioi
Scaevatula amancioi là một loài ốc biển, là động vật thân mềm chân bụng sống ở biển thuộc họ Clavatulidae.

## Phân bố
Sinh vật này phân bố chủ yếu tại São Tomé và Príncipe.